# Toponymie de la Belgique
La toponymie de la Belgique ne peut être séparée de celle de la Flandre française, des Pays-Bas, de la Rhénanie, de l'Alsace et de la Suisse, c'est-à-dire de l'extrémité nord-ouest des zones de peuplement germaniques. Cette zone est caractérisée par un substrat celtique, voire préceltique, des formations latines assez rares et un important apport germanique. Cependant, dans la Belgique romane, la plupart des toponymes ont une base latine, même s'ils n'ont pas été formés à l'époque romaine. Les noms de lieux au sud-est (domaine wallon) et sud-ouest (domaine picard) de la Belgique ne peuvent être distingués clairement de ceux de la Champagne-Ardenne et de la Picardie, qui sont basés sur un substrat celto-latin important et des formations romanes fortement influencées par la syntaxe germanique.

## Substratpré-indo-européen
Certains éléments semblent remonter à une époque antérieure à l'arrivée des porteurs des langues indo-européennes sur le territoire de la Belgique actuelle.
- Le nom de la Meuse (latin Mosa), dont l'étymologie est inconnue.
- Sam-ara (la Sambre), Sam-ia (la Samme), Som-ena (la Somme).
- Thila (la Dyle) et Viltis (le Wiltz), basés sur une alternance de la consonne initiale (*t-il/w-il).
- La racine *kal-/kar- « roche, pente rocheuse, montagne » a donné Challes (Stavelot), Chaleux (Hulsonniaux) et Cherain.
- La racine *turn- « hauteur (?) » a donné la racine de Tournai[4].

## Substrat indo-européen non celtique
On identifie dans la toponymie belge des éléments apportés par des populations de langue indo-européenne, mais non celtique. Certains éléments sont associés avec l’alteuropäisch identifié par Hans Krahe. D'autres ont été associés par Hans Kuhn à une langue indo-européenne disparue (théorie du bloc du Nord-Ouest). Jean Loicq y voit par contre une forme particulièrement archaïque du celtique, qu'il nomme « paléo-rhénan ».
- La racine *-ap(p)- « eau » a donné Oteppe (racine hydronymique *al(t)-), Wiseppe (racine *w(e)is-), Genappe, la Gileppe, la Galoppe.
- Élargie à *ap-s, cette même racine a probablement donné l'Aisne.
- La racine *emb(h)- « eau, vapeur » a donné l'Amblève et l'Emmels.
- La racine *wer- « verser, couler vivement » a donné la Warche, la Warchenne, Waremme, l'(Eau d')Heure, l'Ourthe, l'Our, affluent de la Sûre, et l'Our, affluent de la Lesse, l'Orcq, le Viroin, Virelles, etc.
- La racine *w(e)is- a donné la Vesdre, Wiseppe.
- La racine *is- a donné l'Oise, l'Yser.
- La racine *rod- a donné le Roannay et le Rhosnes[6].

## Substrat celtique
Plusieurs noms sont liés au nom celtique du castor (bebro-) : la Biesme, Bièvre, Breuvanne (Tintigny), Buvrinnes, Bévercé (Malmedy); et en néerlandais: (Strombeek-)Bever et au moins quatre Beveren rien que dans les deux Flandres, sans parler des nombreux toponymes et hydronymes Bièvre(s) situés en France entre la Belgique et la Seine.
Quelques toponymes dérivent d'un mot celtique signifiant « pur » : le Glan, le Glain, Glain. L'Ardenne porte également un nom celtique, qui signifie « l'élevée » (*ard-uo-). Ardenelle à Sombreffe a la même étymologie. Andenne viendrait d'‍ana « marais ».
Des localités importantes, et d'autres plus petites, portent des noms celtiques :
Ainsi Tournai peut être considéré comme gaulois, même si l'élément *turn ne l'est peut-être pas. En effet, cet élément est largement adopté dans des toponymes à composantes celtiques (cf. ci-dessus), notamment en France, où l'on trouve même un homonyme vrai Tournai-sur-Dive, ainsi que divers Tournay, Tornac, Tourniac, etc. Le terme est attesté en celtique insulaire, en breton, sous la forme torn, dans torn-aot, hauteur du rivage, falaise. Quant au suffixe -acum, il se vérifie ici qu'il avait également une valeur topographique.
Leuze, jadis Lotusa, remonte peut-être à un primitif *Lutosā sur luto-, marais (cf. vieil irlandais loth « marais » et latin lŭtum « boue »).
Glons (*Glan·dūnum) « fortification sur la rive »
Verviers contient un élément -viers reconnaissable dans plusieurs noms de lieux du nord de la France (Grand-Laviers, Louviers, Reviers) et qui remonte possiblement à l'indo-européen *wer « eau, rivière »  (cf. ci-dessus) largement acclimaté en gaulois et que l'on trouve aussi sous la forme *war (uer- et uar- chez Xavier Delamarre qui compare les sanskrit var, vari « eau »; le nordique vari, le louvite war-). Sous une forme simple, il a donné les noms du Var, de la Vire ou de la Vière.

## Formations celto-latines
On trouve une pléthore de noms en -acum qui selon le domaine linguistique ont pu évoluer en -eke (flamand), mais surtout en zone romane en -y / -ay.
La formation la plus caractéristique de la toponymie belge de langue romane est l'extension particulière du suffixe -iacas qui a abouti à -ies, type de formation dérivé du précédent, mais dont l'utilisation s'est prolongée longtemps dans la Gaule franque. Seuls le nord de la France et la Picardie (avec quelques exemples en Normandie) connaissent ce type de formation, dont le premier élément (comme pour les formations tardives en i-acum) est souvent un anthroponyme germanique.

## Apports germaniques
On distingue essentiellement deux types d'apports germaniques : un apport que l'on considère comme « francique », que l'on authentifie dans les toponymes romanisés de Wallonie et dans ceux de Flandre sous une forme néerlandaise, qu'il est parfois difficile de séparer des apports proprement flamands.

### Éléments non flamands
Les toponymes germaniques romanisés que l'on rencontre en Wallonie correspondent souvent à des archétypes qui se sont diffusés dans la nord de la Gaule, on en retrouve  certains logiquement en Flandres sous une forme flamande.
Heusden par exemple est la forme néerlandaise commune du type *Husid-inja- « abri pour les bêtes et les gens » selon la reconstruction proposée par Maurits Gysseling. Cette explication a été contestée et certains y voient un composé  celto-germanique Husidun (Gamillscheg) « maison sur la hauteur ». Le terme dune, qui n'apparaît qu'au XIIIe siècle en français, est probablement un emprunt au néerlandais, dont l'ancienne forme dūne est similaire à celle du vieil anglais dūn, colline. Ce mot n'est attesté que dans les dialectes bas-allemands et il s'agit peut-être d'un emprunt au gaulois dūnon.
Heusden, Limbourg, est mentionnée sous la forme in Husdinio au Xe siècle et Heusden, Gand, sous la forme Husdine au XIe siècle. Parallèlement, il existe les formes Hoosden et Huisduinen dans l'ère de diffusion du néerlandais. Mais encore, on retrouve cet archétype en zone romane dans Houdeng-Gœgnies, Houdeng-Aimeries et Hosdent. Ce composé toponymique est également répandu dans le Nord-Pas-de-Calais, en Picardie, en Normandie, jusqu'au nord de la région parisienne, où on note les formes Hesdin, Hodeng (exemple : Hodeng-au-Bosc, Hosdinium au VIIIe siècle, Hosdingum IXe siècle), Hodenc (ex : Hodenc-en-Bray), Hodent, Houdan, Houdain, toute issues de Husdinium. Apparemment les formes romanes ont subi l'attraction du suffixe d'origine germanique -ing.
Même chose pour le composé romano-germanique Steenput, Brabant flamand, « puits de pierre ». Le vieux bas-francique *putti (cf. vieux haut allemand putti, emprunté lui-même au latin puteus) est peut-être aussi l'unique étymon de l'appellatif put et partiellement celui du français puits. On pourrait penser qu'il s'agit une formation d'origine néerlandaise et qu'Estaimpuis en constitue l'adaptation romane, mais le toponyme Étaimpuis (Estanpuiz 1137) en Normandie, loin de toute pénétration de la langue flamande, montre que sa diffusion est bien antérieure.
Plus répandu que les précédents est l'appellatif *baki, rivière, ruisseau. Au Moyen Âge, il est noté dans des textes sous les formes latinisées bacis, bacium, bacum, etc. De même, ces attestations dans la toponymie belge sont extraordinairement diverses.
La forme la plus courante prise par cet appellatif dans les régions romanes est -bais, parfois graphié -baix. Ainsi note-t-on Brombais à Incourt (Brabant wallon, Brombais 1036, Brumbays 1073); Bierbais à Hévilliers (Brabant wallon, Birbais XIIe siècle, Bierbais 1155), Corbais, Thorembais, Opprebais, etc.
On trouve aussi Rebaix (Hainaut, Rosbais 1119) qui procède de l'archétype *Rauzbaki « ruisseau aux roseaux », de rauz > ros, roseau (du diminutif rosel) en ancien français. Il s'est répandu en Belgique romane et germanique, ainsi qu'en France du nord. Il a pour homonyme Rebais (Île-de-France, Resbaci 635); Roubaix (Nord, Villa Rusbaci IXe siècle); Rebets (Normandie, Rosbacium 854), etc. On le voit bien, ce toponyme s'est diffusé au-delà de la zone des parlers germaniques proprement dite.
Dans la zone de fluctuation et de recul du parler flamand, l'élément *baki n'a pas évolué de la même manière, puisque la forme néerlandaise est Roosbeek (anciennement Rosbeke), aussi ne trouve-t-on qu'une graphie et une phonétique partiellement romanisée, comme en témoigne Rebecq (Brabant wallon, Rosbacem 877), homonyme de Rebecques (Nord-Pas-de-Calais, Resbeca 1084). On découvre en outre, de nombreux toponymes contenant l'élément -becq : Hellebecq, Gibecq ou Wisbecq, comparables aux -becque(s) du Nord de la France dans l'ancienne zone des parlers flamands.
François de Beaurepaire signale un autre type toponymique: *Hambakia (forme féminine, cf. nom en -baise) qu'on retrouve en Belgique Hembeke (Zwalm, Heembeke 858), Hembise (Cambron-Saint-Vincent) et à diverses reprises en France sous les formes Hambais (Maine) et Hambye (Normandie, Hambeya 1027).
L'origine de la variante -bise (cf. Tubize, Thobacem 877 ou Jurbise), est controversée. Louis Guinet y voit dans certains cas une évolution à partir de la forme frisonne *bitzi. Quant à l'élément ham, il peut vouloir dire dans certains cas « courbe », « méandre d'une rivière », d'où « pâturage au bord d'un ruisseau », terme germanique parallèle au celtique cambo [?], que l'on retrouve dans de nombreux toponymes. Ce sens correspondrait bien à son association au terme *baki. Un composé romano-germanique existe à partir de ce même appellatif *Baki-ivu(m) > Bacivum, dérivé analogique inspiré du latin rivu(m) et qui a donné Baisieux (Basiu 1189) et Baisy (Basciu 1018), homonymes des Baisieux, Bajus, Bézu du Nord de la France.
Les ruisseaux étaient jadis des limites entre des propriétés, des provinces ou des pagi, ainsi la Marcq (du germanique *marka, limite, marche) est-elle un cours d'eau qui a donné son nom au village, tout en conservant son hydronyme d'origine, ce qui n'est pas toujours le cas. Parfois, seul un toponyme conserve le nom ancien d'une rivière (cf. Hambye, France, cf. ci-dessus. À noter la présence du château de Marcambye sur la même commune de *Marka *hambaki).
Schoten (province d'Anvers, Scote 868) a pour homonyme Schoten une ancienne commune des Pays-Bas et remonterait selon Gysseling, au germanique skauti, hauteur, terme également représenté au Luxembourg Schoos, en Normandie : Écots (Calvados, Escotum XIe siècle) ou Écos (Eure, Scoht; Scoz 1060), etc.

### Éléments flamands
- kerk « église »
- -zele « maison »
- double suffixe -ing-hem

## Apports du wallon
Langue véhiculaire de la population de la plus grande partie de la Wallonie pendant des siècles, le wallon est à l'origine d'un grand nombre de toponymes.
Etant donné que les toponymes issus de la langue wallonne ont pour beaucoup été francisés lors de leur transcription, il arrive qu'on attribue leur origine au français et non à la langue source.
Dans des lieux à proximité de talus on peut ainsi retrouver les racines hazale ou spexhe comme dans Spixhe ou Les Hazalles (localité de Durbuy).
Dans des lieux situés en hauteur, on peut retrouver des noms tels Aisemont provenant de ezès monts (aux montagnes) ou Ainseveau provenant de ezès vås (aux vallées).
Aux abords des endroits boisés, à proximité d'une rivière ou d'une clairière, on peut retrouver des noms tels Insegotte provenant d'une variante locale de ezès gotes (aux gouttes).
De même, aux endroits situés aux creux d'une vallée, la racine djus (bas, vers le bas) et djuzrin, son adjectif dérivé, on peut retrouver des lieux comme Juzaine, Génimont, Genval (mentionné sous le nom de Jussenval en 1218) ou Jenneville.
A l'emplacement d'anciennes fermes, on peut retrouver la racine cinse comme à Censes Severin.

## Graphie

### Belgique francophone
L’usage belge est de ne pas lier prénom et nom par un trait d’union, par exemple place Eugène Flagey et non place Eugène-Flagey. L’exception concerne les saints. En ce qui concerne les noms de lieux ou de fêtes (et uniquement dans ces cas-là) on met toujours une majuscule et un trait d’union dans les noms d’églises, de monastères, de temples, de cathédrales, de basiliques, etc., comme dans le cas de la cathédrale Saints-Michel-et-Gudule, ou de la cathédrale Saint-Paul ainsi que lorsque Saint figure dans le nom d’une ville, d’un lieu, d’un édifice, d’une rue, par exemple les cliniques universitaires Saint-Luc.

## Conséquences du trilinguisme en toponymie
Un certain nombre de noms de villes et de villages peuvent avoir deux formes (en néerlandais et en français, en français et en allemand), en particulier dans les zones de contact des différentes communautés linguistiques.
Outre le français, le néerlandais, le wallon, l'allemand, des traductions existent également pour certains noms en anglais ou en espagnol. Parfois ces traductions n'ont rien à voir entre elles sur le plan du sens.
Parfois la « traduction » n'est qu'un changement de graphie, volontaire (Hélécine pour Heylissem, Opheylissem) ou historique (Schaerbeek, ancienne graphie néerlandaise correspondant à la forme actuelle : Schaarbeek).
Parfois le sens change : Silly devient Opzullik (soit « Haut-Silly ») et Bassilly devient Zullik (soit « Silly »).
Parfois le sens reste bien le même, mais n'est plus nécessairement compris. Ainsi Heure-le-Tixhe (toponyme qui s'oppose à Heure-le-Romain, « le roman ») est une graphie wallonne où -xh- représente un H aspiré. Le déterminant complémentaire Tixhe représente donc ti-hè soit « thiois », que le néerlandais traduit en diets.
Les noms traduits de certains villages qui ne comportent pas de gare ou de point d'arrêt sont rarement utilisés : Perwijs pour Perwez, Deurne pour Tourinnes-la-Grosse ou inversement Overyssche pour Overijse. Ainsi, Tronchiennes (pour Drongen) se rencontrera presque exclusivement dans les bulletins de radio-guidage et dans les dépliants du chemin de fer, ainsi que dans le langage des francophones de Gand, qui disent aussi La Pinte pour De Pinte.
De même les traductions ont pu se faire dans l'incompréhension de la signification initiale du toponyme : la rue qui mène de Rhode-Saint-Genèse à Uccle s'appelle la rue Rouge (en fait « de Rhode », Rodestraat — en néerlandais rood signifie rouge), la rue de Paris à Louvain était la perâstroet, preistraat ou rue des Poireaux, située sous le marché, et Notre-Dame-au-Bois n'a plus rien à voir avec Jezus-Eik (le chêne de Jésus).
Le long de la frontière linguistique actuelle, les variantes toponymiques sont légion.
Dans la région limitrophe du Pajottenland, les appellations évoquent bien les fluctuations de cette frontière même dans des régions actuellement situées en territoire francophone (wallon). Voir par exemple le cas de Marcq.
L'emploi de traductions et de graphies anciennes des noms de communes flamandes est très fréquent chez les francophones de Belgique qui vont en vacances à La Panne, Saint-Idesbald, Coxyde, Nieuport, Ostende, Le Coq (ou Coq-sur-Mer), Blankenberghe ou Knokke-Le Zoute (pour respectivement : De Panne, Sint-Idesbaldus, Koksijde, Nieuwpoort, Oostende, De Haan, Blankenberge ou Knokke-Het Zoute).
À noter la présence dans les noms français d'orthographes anciennement utilisées en Belgique, et qui n'existent plus en l'orthographe néerlandaise. Notoirement le "a long", transcrit traditionnellement par le digramme ae en néerlandais belge et en aa en néerlandais des Pays-Bas (ex. : Watermael-Boitsfort (fr) / Watermaal-Bosvoorde (nl), ou encore Maestricht au lieu de Maastricht, la première orthographe ne se retrouvant plus qu'en France, rappelant l'appartenance de la ville au Premier empire).
De même, il existe en Flandre française de très nombreuses localités dont le nom, d'origine flamande, est adapté en néerlandais (et notamment sous la plume des Belges de l'autre côté de la frontière) à la graphie moderne de la langue néerlandaise : ainsi Dunkerque / Duinkerken, Nortkerque / Noordkerke, Hondschoote / Hondschote, Zutkerque / Zuidkerke et bien d'autres.

## Liste des principales traductions de localités belges
(juin 2018).
- Si vous ne connaissez pas le sujet, laissez ce bandeau (vous pouvez alors contacter les auteurs).
- Si vous supprimez le contenu mis en cause (vous pouvez préalablement contacter les auteurs),

argumentez précisément cette suppression dans la page de discussion
(un manque de référence n'est pas un argument ; une recherche réelle de référence doit avoir été effectuée, être formellement documentée).
Quelle que soit la langue officielle de la localité (français, néerlandais, allemand), la forme française est donnée en entrée, et la ou les autres formes en second lieu.
Notes:
- On a inclus dans la liste certaines formes relatives à des localités proches de la frontière belge et participant, ou ayant participé, à quelque titre que ce soit, à la vie des localités aujourd'hui belges (exemples : Fauquemont, Montjoie, Aix-la-Chapelle) et même occasionnellement quelques rares noms habituellement traduits de grandes villes.

- Certaines des formes ici fournies sont ou ont été peu usitées (exemple : Néau pour Eupen) ou sont sorties d'usage (exemples : Saventhem pour Zaventem, Maestricht pour Maastricht).

- Les références concernant la quasi-totalité des noms repris ci-dessous se trouvent à l'article correspondant de Wikipédia et peuvent être consultées en cliquant sur les liens.

À noter qu'en Belgique, à l'exception faite de quelques grandes communes comme Anvers, Namur ou Bruges, seul le nom dans la langue de la région est officiel, mais un grand nombre de villages particulièrement le long de la frontière linguistique possède une traduction.
| A - B - C - D - E - F - G - H - I - J - K - L - M - N - O - P - Q - R - S - T - U - V - W - X - Y - Z |

| Français                                    | Néerlandais                       | Allemand                   | Anglais / autres                                   |
| ------------------------------------------- | --------------------------------- | -------------------------- | -------------------------------------------------- |
| Adinkerque                                  | Adinkerke                         |                            | Adinkirk (désuet)                                  |
| Aelbeke                                     | Aalbeke                           |                            |                                                    |
| Aeltre                                      | Aalter                            |                            |                                                    |
| Aerschot                                    | Aarschot                          |                            |                                                    |
| Aersele                                     | Aarsele                           |                            |                                                    |
| Aertrycke                                   | Aartrijke                         |                            |                                                    |
| Aertselaer                                  | Aartselaar                        |                            |                                                    |
| Afflighem                                   | Affligem                          |                            |                                                    |
| Aix-la-Chapelle                             | Aken                              | Aachen                     | / lat. Aquisgranum                                 |
| Alincourt                                   | Eliksem                           |                            |                                                    |
| Alost                                       | Aalst                             |                            |                                                    |
| Amblève                                     | Amel                              | Amel                       |                                                    |
| Amougies                                    | Amengijs                          |                            |                                                    |
| Anseghem                                    | Anzegem                           |                            |                                                    |
| Anvers                                      | Antwerpen                         | Antorff (inusité)          | Antwerp / esp.: Amberes                            |
| Arbre-Bénit                                 | Eltkerken                         |                            |                                                    |
| Archennes                                   | Eerken                            |                            |                                                    |
| Ardoye                                      | Ardooie                           |                            |                                                    |
| Arlon                                       | Aarlen                            | Arel                       | Arlon                                              |
| Asch-en-Campine                             | As                                |                            |                                                    |
| Assche                                      | Asse                              |                            |                                                    |
| Assebrouck                                  | Assebroek                         |                            |                                                    |
| Ath                                         | Aat                               |                            |                                                    |
| Attincourt                                  | Attenhoven                        |                            |                                                    |
| Audenarde                                   | Oudenaarde                        |                            |                                                    |
| Audenhove                                   | Oudenhove                         |                            |                                                    |
| Audenhove-Saint-Géry                        | Sint-Goriks-Oudenhove             |                            |                                                    |
| Audenhove-Sainte-Marie                      | Sint-Maria-Oudenhove              |                            |                                                    |
| Auderghem                                   | Oudergem                          |                            |                                                    |
| Austruweel                                  | Oosterweel                        |                            |                                                    |
| Autryve ou Outryve                          | Outrijve                          |                            |                                                    |
| Avelghem                                    | Avelgem                           |                            |                                                    |
| Auwegem                                     | Ouwegem                           |                            |                                                    |
| Ayghem                                      | Aaigem                            |                            |                                                    |
| Baeighem                                    | Baaigem                           |                            |                                                    |
| Bael                                        | Baal                              |                            |                                                    |
| Baeleghem                                   | Balegem                           |                            |                                                    |
| Baelen-sur-Nèthe                            | Balen-Nete                        |                            |                                                    |
| Baelen-Usines                               | Balen-Werkplaatsen                |                            |                                                    |
| Baerle-Duc                                  | Baarle-Hertog                     |                            | Baarle-Duke (désuet}                               |
| Baesrode                                    | Baasrode                          |                            |                                                    |
| Baevegem                                    | Bavegem                           |                            |                                                    |
| Balegem-Village                             | Balegem-Dorp                      |                            |                                                    |
| Basel                                       | Bazel                             |                            |                                                    |
| Bas-Heers                                   | Batsheers                         |                            |                                                    |
| Bas-Hèpe                                    | Neerhespen                        |                            |                                                    |
| Bas-Warneton                                | Neerwaasten                       |                            |                                                    |
| Basse-Fleppe                                | Neervelp                          |                            |                                                    |
| Basse-Linte                                 | Neerlinter                        |                            |                                                    |
| Bassenge                                    | Bitsingen                         |                            |                                                    |
| Bassilly                                    | Zullik                            |                            |                                                    |
| Bastogne                                    | Bastenaken                        | Bastnach                   | Bastogne                                           |
| Bautersem                                   | Boutersem                         |                            |                                                    |
| Bavichove                                   | Bavikhove                         |                            |                                                    |
| Beauvechain                                 | Bevekom                           |                            |                                                    |
| Bécelaere                                   | Beselare                          |                            |                                                    |
| Becquevoort                                 | Bekkevoort                        |                            |                                                    |
| Beckerzeel                                  | Bekkerzeel                        |                            |                                                    |
| Beeringen-Mines                             | Beringen-Mijn                     |                            |                                                    |
| Beernhem                                    | Beernem                           |                            |                                                    |
| Beersse                                     | Beerse                            |                            |                                                    |
| Beggynendyck                                | Begijnendijk                      |                            |                                                    |
| Beirendrecht                                | Berendrecht                       |                            |                                                    |
| Beirvelde                                   | Beervelde                         |                            |                                                    |
| Belcele                                     | Belsele                           |                            |                                                    |
| Belgique                                    | België                            | Belgien                    | Belgium                                            |
| Berchem-Sainte-Agathe                       | Sint-Agatha-Berchem               |                            |                                                    |
| Berlaer                                     | Berlaar                           |                            |                                                    |
| Berlaere                                    | Berlare                           |                            |                                                    |
| Berthem                                     | Bertem                            |                            |                                                    |
| Bettincourt                                 | Bettenhoven                       |                            |                                                    |
| Beveren-lez-Roulers                         | Beveren                           |                            |                                                    |
| Beveren-sur-Yser                            | Beveren-aan-de-IJzer              |                            |                                                    |
| Beveren-Waes                                | Beveren-Waas                      |                            |                                                    |
| Beverloo                                    | Beverlo                           |                            |                                                    |
| Beyghem                                     | Beigem                            |                            |                                                    |
| Bierghes                                    | Bierk                             |                            |                                                    |
| Biévène                                     | Bever                             |                            |                                                    |
| Binche                                      | Bing (inusité)                    |                            |                                                    |
| Bixcote                                     | Bikschote                         |                            |                                                    |
| Blaesvelt                                   | Blaasveld                         |                            |                                                    |
| Blankenberghe ou Blanckenberghe             | Blankenberge                      |                            |                                                    |
| Bockryck                                    | Bokrijk                           |                            |                                                    |
| Bodeghem-Saint-Martin                       | Sint-Martens-Bodegem              |                            |                                                    |
| Boesinghe                                   | Boezinge                          |                            |                                                    |
| Bogaerden                                   | Bogaarden                         |                            |                                                    |
| Boisschot                                   | Booischot                         |                            |                                                    |
| Bois-de-Lessines                            | Lessenbos                         |                            |                                                    |
| Bois-le-Duc                                 | 's-Hertogenbosch                  | Herzogenbusch              |                                                    |
| Boitshoucke                                 | Booitshoeke                       |                            |                                                    |
| Bombaye                                     | Bolbeek                           |                            |                                                    |
| Bonheyden                                   | Bonheiden                         |                            |                                                    |
| Borgt-Lombeek                               | Borchtlombeek                     |                            |                                                    |
| Bornhem                                     | Bornem                            |                            |                                                    |
| Bossuyt                                     | Bossuit                           |                            |                                                    |
| Bouchaute                                   | Boekhoute                         |                            |                                                    |
| Bouchout                                    | Boechout                          |                            |                                                    |
| Boucle-Saint-Blaise                         | Sint-Blasius-Boekel               |                            |                                                    |
| Boucle-Saint-Denis                          | Sint-Denijs-Boekel                |                            |                                                    |
| Bourg-Léopold                               | Leopoldsburg                      |                            |                                                    |
| Bracle (désuet) ou Braine (désuet)          | Brakel                            |                            |                                                    |
| Brages                                      | Beert                             |                            |                                                    |
| Braine-l'Alleud                             | Eigenbrakel                       |                            |                                                    |
| Braine-le-Château                           | Kasteelbrakel                     |                            |                                                    |
| Braine-le-Comte                             | 's-Gravenbrakel                   |                            |                                                    |
| Braschaet                                   | Brasschaat                        |                            |                                                    |
| Bray-Dunes                                  | Brayduinen                        |                            |                                                    |
| Breendonck                                  | Breendonk                         |                            |                                                    |
| Broechem-lez-Looz                           | Broekom                           |                            |                                                    |
| Brucom                                      | Brukom                            |                            |                                                    |
| Bruges                                      | Brugge                            | Brügge                     | Bruges / esp.: Brujas                              |
| Brusseghem                                  | Brussegem                         |                            |                                                    |
| Bruxelles                                   | Brussel                           | Brüssel                    | Brussels                                           |
| Bueken                                      | Buken                             |                            |                                                    |
| Buisingen                                   | Buizingen                         |                            |                                                    |
| Bullange                                    | Beulingen (désuet)                | Büllingen                  |                                                    |
| Bulscamp                                    | Bulskamp                          |                            |                                                    |
| Burght                                      | Burcht                            |                            |                                                    |
| Butgenbach                                  | Bütgenbach                        | Bütgenbach                 |                                                    |
| Caeneghem                                   | Kanegem                           |                            |                                                    |
| Caeskerke                                   | Kaaskerke                         |                            |                                                    |
| Cachtem                                     | Kachtem                           |                            |                                                    |
| Caggevinne                                  | Kaggevinne                        |                            |                                                    |
| Calcken                                     | Kalken                            |                            |                                                    |
| Calloo                                      | Kallo                             |                            |                                                    |
| Calmpthout                                  | Kalmthout                         |                            |                                                    |
| Cambrai                                     | Kamerijk                          | Kamerich                   | Cambray (désuet)                                   |
| Campenhout                                  | Kampenhout                        |                            |                                                    |
| Canne                                       | Kanne                             | Kanne                      |                                                    |
| Cappelle-au-Bois ou Capelle-au-Bois         | Kapelle-op-den-Bos                |                            |                                                    |
| Capellenbosch                               | Kapellenbos                       |                            |                                                    |
| Cappellen                                   | Kapellen                          |                            |                                                    |
| Cappellen                                   | Kapellen                          |                            |                                                    |
| Caprycke                                    | Kaprijke                          |                            |                                                    |
| Casterlé                                    | Kasterlee                         |                            |                                                    |
| Castre                                      | Kester                            |                            |                                                    |
| Caulille                                    | Kaulille                          |                            |                                                    |
| Cherscamp                                   | Serskamp                          |                            |                                                    |
| Clabecq                                     | Klabbeek                          |                            |                                                    |
| Clemskerke                                  | Klemskerke                        |                            |                                                    |
| Clercken                                    | Klerken                           |                            |                                                    |
| Cluysen                                     | Kluizen                           |                            |                                                    |
| Clytte                                      | Klijte                            |                            |                                                    |
| Cobbeghem                                   | Kobbegem                          |                            |                                                    |
| Cologne                                     | Keulen                            | Köln                       | Cologne                                            |
| Couckelare ou Coekelare                     | Koekelare                         |                            |                                                    |
| Coeyghem ou Coyghem                         | Kooigem                           |                            |                                                    |
| Comines                                     | Komen                             |                            |                                                    |
| Comines-Warneton                            | Komen-Waasten                     |                            |                                                    |
| Coninxheim                                  | Koninksem                         |                            |                                                    |
| Coolkerke                                   | Koolkerke                         |                            |                                                    |
| Coolscamp                                   | Koolskamp                         |                            |                                                    |
| Coquiane                                    | Kokejane                          |                            |                                                    |
| Corbeek-Dyle                                | Korbeek-Dijle                     |                            |                                                    |
| Corbeek-Loo                                 | Korbeek-Lo                        |                            |                                                    |
| Cortemarcq ou Cortemarck                    | Kortemark                         |                            |                                                    |
| Cortenaeken                                 | Kortenaken                        |                            |                                                    |
| Cortenbergh ou Cortenberg                   | Kortenberg                        |                            |                                                    |
| Cortessem                                   | Kortessem                         |                            |                                                    |
| Cortisse, Cortis ou Corthys                 | Kortijs                           |                            |                                                    |
| Cosen                                       | Kozen                             |                            |                                                    |
| Coursel-en-Campine                          | Koersel                           |                            |                                                    |
| Courtrai                                    | Kortrijk                          | Kortrick (désuet)          | Courtray                                           |
| Coxyde                                      | Koksijde                          |                            | Coxyde                                             |
| Crainhem                                    | Kraainem                          |                            |                                                    |
| Crombeke                                    | Krombeke                          |                            |                                                    |
| Cruybeke                                    | Kruibeke                          |                            |                                                    |
| Cruyshautem                                 | Kruishoutem                       |                            |                                                    |
| Cuerne                                      | Kuurne                            |                            |                                                    |
| Cumptich                                    | Kumtich                           |                            |                                                    |
| Curange                                     | Kuringen                          |                            |                                                    |
| Cuttekoven                                  | Kuttekoven                        |                            |                                                    |
| Dacknam                                     | Daknam                            |                            |                                                    |
| Dadizeele                                   | Dadizele                          |                            |                                                    |
| Deerlyck                                    | Deerlijk                          |                            |                                                    |
| Denderhautem                                | Denderhoutem                      |                            |                                                    |
| Desschel                                    | Dessel                            |                            |                                                    |
| Deux-Acren                                  | Twee-Akren                        |                            |                                                    |
| Deynze                                      | Deinze                            |                            |                                                    |
| Dickebusch                                  | Dikkebus                          |                            |                                                    |
| Dieghem                                     | Diegem                            |                            |                                                    |
| Dixmude                                     | Diksmuide                         |                            |                                                    |
| Dormael                                     | Dormaal                           |                            |                                                    |
| Dottignies                                  | Dottenijs                         |                            |                                                    |
| Dranoutre                                   | Dranouter                         |                            |                                                    |
| Droogenbosch                                | Drogenbos                         |                            |                                                    |
| Dudzeele                                    | Dudzele                           |                            |                                                    |
| Dunkerque                                   | Duinkerke                         | Dünkirchen                 | Dunkirk / esp.: Dunquerque                         |
| Duysbourg                                   | Duisburg                          |                            |                                                    |
| Edelaere                                    | Edelare                           |                            |                                                    |
| Eecke                                       | Eke                               |                            |                                                    |
| Eeckeren                                    | Ekeren                            |                            |                                                    |
| Eecloo                                      | Eeklo                             |                            |                                                    |
| Eeghem                                      | Egem                              |                            |                                                    |
| Eerneghem                                   | Eernegem                          |                            |                                                    |
| Eessen                                      | Esen                              |                            |                                                    |
| Elevyt                                      | Elewijt                           |                            |                                                    |
| Elgy                                        | Elst                              |                            |                                                    |
| Ellezelles                                  | Elzele                            |                            |                                                    |
| Ellicum ou Ellicom                          | Ellikom                           |                            |                                                    |
| Elverdinghe                                 | Elverdinge                        |                            |                                                    |
| Emblehem                                    | Emblem                            |                            |                                                    |
| Enghien                                     | Edingen                           |                            |                                                    |
| Englemoncourt                               | Engelmanshoven                    |                            |                                                    |
| Erps-Querbs                                 | Erps-Kwerps                       |                            |                                                    |
| Escornaix ou Schoorisse                     | Schorisse                         |                            |                                                    |
| Esemael                                     | Ezemaal                           |                            |                                                    |
| Espierres                                   | Spiere                            |                            |                                                    |
| Espierres-Helchin                           | Spiere-Helkijn                    |                            |                                                    |
| Essche-Saint-Liévin                         | Sint-Lievens-Esse                 |                            |                                                    |
| Esschene                                    | Essene                            |                            |                                                    |
| Etichove                                    | Etikhove                          |                            |                                                    |
| Ettelghem                                   | Ettelgem                          |                            |                                                    |
| Everbecq ou Éverbecq                        | Everbeek                          |                            |                                                    |
| Exaerde                                     | Eksaarde                          |                            |                                                    |
| Exel                                        | Eksel                             |                            |                                                    |
| Eygenbilsen                                 | Eigenbilzen                       |                            |                                                    |
| Eyne                                        | Eine                              |                            |                                                    |
| Eynthout                                    | Eindhout                          |                            |                                                    |
| Eysden                                      | Eisden                            |                            |                                                    |
| Fauquemont                                  | Valkenburg (Pays-Bas)             | Falkenburg                 |                                                    |
| Faymonville                                 | Faymonville                       | Außenborn (désuet)         |                                                    |
| Fimal ou Wechmael                           | Vechmaal                          |                            |                                                    |
| Flandre                                     | Vlaanderen                        | Flandern                   | Flanders                                           |
| Flétange                                    | Vlijtingen                        |                            |                                                    |
| Flobecq                                     | Vloesberg                         |                            |                                                    |
| Fologne                                     | Veulen                            |                            |                                                    |
| Fond-Roy                                    | Vronerode                         |                            |                                                    |
| Forest                                      | Vorst                             |                            |                                                    |
| Fouron-le-Comte                             | 's-Gravenvoeren                   |                            |                                                    |
| Fouron-Saint-Martin                         | Sint-Martens-Voeren               |                            |                                                    |
| Fouron-Saint-Pierre                         | Sint-Pieters-Voeren               |                            |                                                    |
| Fourons                                     | Voeren                            |                            |                                                    |
| Frères                                      | Vreren                            |                            |                                                    |
| Fresin                                      | Vorsen                            |                            |                                                    |
| Furnes                                      | Veurne                            |                            |                                                    |
| Gaesbeek                                    | Gaasbeek                          |                            |                                                    |
| Gammerages                                  | Galmaarden                        |                            |                                                    |
| Gand                                        | Gent                              |                            | Ghent ou Gaunt (historiquement)                    |
| Galoppe                                     | Gulp (rivière)                    |                            |                                                    |
| Gavre                                       | Gavere                            |                            |                                                    |
| Geet-Betz                                   | Geetbets                          |                            |                                                    |
| Gelderode                                   | Gelrode                           |                            |                                                    |
| Gellick                                     | Gellik                            |                            |                                                    |
| Gembloux                                    | Gembloers                         |                            |                                                    |
| Genappe                                     | Genepiën                          |                            |                                                    |
| Genck                                       | Genk                              |                            |                                                    |
| Gheel                                       | Geel                              |                            |                                                    |
| Gheluwe                                     | Geluwe                            |                            |                                                    |
| Gheluvelt                                   | Geluveld                          |                            |                                                    |
| Ghislenghien                                | Gellingen                         |                            |                                                    |
| Ghistelles                                  | Gistel                            |                            |                                                    |
| Ghyverinchove                               | Gijverinkhove                     |                            |                                                    |
| Glabais                                     | Glabbeek                          |                            |                                                    |
| Glons                                       | Glaaien                           |                            |                                                    |
| Goé                                         | Gulke                             |                            |                                                    |
| Gorslieux                                   | Gors-Opleeuw                      |                            |                                                    |
| Gorsum                                      | Gorsem                            |                            |                                                    |
| Gossoncourt                                 | Goetsenhoven                      |                            |                                                    |
| Gossoncourt-lez-Looz ou Gussoncourt         | Gutschoven                        |                            |                                                    |
| Gothem-lez-Looz                             | Gotem                             |                            |                                                    |
| Gotthem                                     | Gottem                            |                            |                                                    |
| Goyck                                       | Gooik                             |                            |                                                    |
| Goyer                                       | Jeuk                              |                            |                                                    |
| Graesen                                     | Grazen                            |                            |                                                    |
| Grammont                                    | Geraardsbergen                    | Gerhardsbergen             |                                                    |
| Grand-Bigard                                | Groot-Bijgaarden                  |                            |                                                    |
| Grand-Brogel                                | Grote-Brogel                      |                            |                                                    |
| Grande-Jamine                               | Groot-Gelmen                      |                            |                                                    |
| Grand-Looz                                  | Groot-Loon                        |                            |                                                    |
| Grand-Spauwen                               | Grote-Spouwen                     |                            |                                                    |
| Grez-Doiceau                                | Graven                            |                            |                                                    |
| Grimminge                                   | Grimmingen                        |                            |                                                    |
| Grobbendonck                                | Grobbendonk                       |                            |                                                    |
| Groenendael                                 | Groenendaal                       |                            |                                                    |
| Gulleghem                                   | Gullegem                          |                            |                                                    |
| Guygoven ou Guyckoven                       | Guigoven                          |                            |                                                    |
| Gyseghem                                    | Gijzegem                          |                            |                                                    |
| Gyselbrechtegem                             | Gijzelbrechtegem                  |                            |                                                    |
| Gysenzele                                   | Gijzenzele                        |                            |                                                    |
| Haecht ou Haeght                            | Haacht                            |                            |                                                    |
| Haekendover                                 | Hakendover                        |                            |                                                    |
| Haelen-en-Hesbaye                           | Halen                             |                            |                                                    |
| Haeltert                                    | Haaltert                          |                            |                                                    |
| Haeren                                      | Haren                             |                            |                                                    |
| Haesdonck                                   | Haasdonk                          |                            |                                                    |
| Haesrode                                    | Haasrode                          |                            |                                                    |
| Hal                                         | Halle                             |                            |                                                    |
| Halewyn                                     | Halewijn                          |                            |                                                    |
| Halle-Boyenhoven                            | Halle-Booienhoven                 |                            |                                                    |
| Halmael                                     | Halmaal                           |                            |                                                    |
| Hallaer                                     | Hallaar                           |                            |                                                    |
| Halut                                       | Hasselt                           |                            |                                                    |
| Handzaeme                                   | Handzame                          |                            |                                                    |
| Hannut                                      | Hannuit                           |                            |                                                    |
| Haren-Tilleul                               | Haren                             |                            |                                                    |
| Haut-Heers                                  | Opheers                           |                            |                                                    |
| Haut-Hèpe                                   | Overhespen                        |                            |                                                    |
| Haute-Croix ou Hautecroix                   | Heikruis                          |                            |                                                    |
| Haute-Fleppe                                | Opvelp                            |                            |                                                    |
| Haute-Linte                                 | Oplinter                          |                            |                                                    |
| Hautem-Sainte-Marguerite                    | Sint-Margriete-Houtem             |                            |                                                    |
| Hautem-Saint-Liévin                         | Sint-Lievens-Houtem               |                            |                                                    |
| Haut-Wigne                                  | Neerwinden                        |                            |                                                    |
| Hauwaert                                    | Houwaart                          |                            |                                                    |
| Hédincourt                                  | Egoven                            |                            |                                                    |
| Herck-la-Ville                              | Herk-de-Stad                      |                            |                                                    |
| Herck-Saint-Lambert                         | Sint-Lambrechts-Herk              |                            |                                                    |
| Heyst-sur-la-Montagne                       | Heist-op-den-Berg                 |                            |                                                    |
| Heyst-sur-Mer                               | Heist-aan-Zee                     |                            |                                                    |
| Helchin                                     | Helkijn                           |                            |                                                    |
| Hélécine                                    | Heilissem                         |                            |                                                    |
| Hemixem                                     | Hemiksem                          |                            |                                                    |
| Henri-Chapelle                              | Hendrikkapelle                    |                            |                                                    |
| Herck-la-Ville                              | Herk-de-Stad                      |                            |                                                    |
| Herck-Saint-Lambert                         | Sint-Lambrechts-Herk              |                            |                                                    |
| Hern-Saint-Hubert                           | Sint-Huibrechts-Hern              |                            |                                                    |
| Herenthals                                  | Herentals                         |                            |                                                    |
| Hérinnes-lez-Enghien                        | Herne                             |                            |                                                    |
| Herpinghien                                 | Herpegem                          |                            |                                                    |
| Hersselt                                    | Herselt                           |                            |                                                    |
| Heure-le-Tixhe                              | Diets-Heur                        |                            |                                                    |
| Heverlé-au-Parc (inusité)                   | Heverlee                          |                            |                                                    |
| Hex                                         | Heks                              |                            |                                                    |
| Hoeilaert ou Hoeylaert                      | Hoeilaart                         |                            |                                                    |
| Hombeeck                                    | Hombeek                           |                            |                                                    |
| Hombourg                                    | Homburg                           | Homburg                    | Homburg (désuet)                                   |
| Hondschoote                                 | Hondschote                        |                            |                                                    |
| Hooghlede                                   | Hooglede                          |                            |                                                    |
| Hoogstaede                                  | Hoogstade                         |                            |                                                    |
| Hoorebeke-Saint-Corneille                   | Sint-Kornelis-Horebeke            |                            |                                                    |
| Hoorebeke-Sainte-Marie                      | Sint-Maria-Horebeke               |                            |                                                    |
| Horpmael                                    | Horpmaal                          |                            |                                                    |
| Houcke                                      | Hoeke                             |                            |                                                    |
| Hougaerden,Hougaerde ou Ougaerde (désuet)   | Hoegaarden                        |                            |                                                    |
| Houpertange                                 | Hoepertingen                      |                            |                                                    |
| Houtain-l'Évêque                            | Walshoutem                        |                            |                                                    |
| Houthem                                     | Houtem                            |                            |                                                    |
| Houttave                                    | Houtave                           |                            |                                                    |
| Hoves                                       | Hove                              |                            |                                                    |
| Huele                                       | Heule                             |                            |                                                    |
| Huy                                         | Hoei                              |                            |                                                    |
| Huysse                                      | Huise                             |                            |                                                    |
| Huyssinghen                                 | Huizingen                         |                            |                                                    |
| Ichteghem                                   | Ichtegem                          |                            |                                                    |
| Idderghem                                   | Iddergem                          |                            |                                                    |
| Ingoyghem                                   | Ingooigem                         |                            |                                                    |
| Iseghem                                     | Izegem                            |                            |                                                    |
| Isenberghe ou Ysenberghe                    | Izenberge                         |                            |                                                    |
| Iteghem                                     | Itegem                            |                            |                                                    |
| Ittre                                       | Itter                             |                            |                                                    |
| Ixelles                                     | Elsene                            |                            |                                                    |
| Jauche                                      | Geten                             |                            |                                                    |
| Jodoigne                                    | Geldenaken                        |                            |                                                    |
| Jodoigne-Souveraine                         | Opgeldenaken                      |                            |                                                    |
| Juliers                                     | Gulik                             | Jülich                     |                                                    |
| Jurbise                                     | Jurbeke                           |                            |                                                    |
| Kerckom-lez-Saint-Trond                     | Kerkom-bij-Sint-Truiden           |                            |                                                    |
| Kersbeek-Miscom                             | Kersbeek-Miskom                   |                            |                                                    |
| Kerxken                                     | Kerksken                          |                            |                                                    |
| Kinroy                                      | Kinrooi                           |                            |                                                    |
| Knocke ou Cnocke / Cnocque-Heyst-sur-Mer    | Knokke                            |                            |                                                    |
| Knocke-le-Zoute                             | Het Zoute                         |                            |                                                    |
| La Calamine                                 |                                   | Kelmis                     |                                                    |
| La Clinge                                   | De Klinge                         |                            |                                                    |
| La Hulpe                                    | Terhulpen                         |                            |                                                    |
| La Panne                                    | De Panne                          |                            |                                                    |
| Laer                                        | Laar                              |                            |                                                    |
| Laeken                                      | Laken                             |                            |                                                    |
| Laerne                                      | Laarne                            |                            |                                                    |
| Laethem-Saint-Martin                        | Sint-Martens-Latem                |                            |                                                    |
| La Haye                                     | Den Haag ou 's-Gravenhage         |                            | The Hague / esp. La Haya / it. L'Aia               |
| Lanaeken                                    | Lanaken                           |                            |                                                    |
| Lanaye                                      | Ternaaien                         |                            |                                                    |
| Landen-en-Hesbaye                           | Landen                            |                            |                                                    |
| Landscauter                                 | Landskouter                       |                            |                                                    |
| Langemarck                                  | Langemark                         |                            |                                                    |
| Langemarck-Poelcappelle                     | Langemark-Poelkapelle             |                            |                                                    |
| La Pinte                                    | De Pinte                          |                            |                                                    |
| Larum                                       | Larem                             |                            |                                                    |
| Laethem-Sainte-Marie                        | Sint-Maria-Latem                  |                            |                                                    |
| Léau                                        | Zoutleeuw                         |                            |                                                    |
| L'Écluse (Beauvechain)                      | Sluizen                           |                            |                                                    |
| L'Écluse (Flandre zélandaise)               | Sluis                             |                            |                                                    |
| Le Coq                                      | De Haan                           |                            |                                                    |
| Ledeghem                                    | Ledegem                           |                            |                                                    |
| Leefdael                                    | Leefdaal                          |                            |                                                    |
| Leerne-Saint-Martin                         | Sint-Martens-Leerne               |                            |                                                    |
| Leeuw-Saint-Pierre                          | Sint-Pieters-Leeuw                |                            |                                                    |
| Leffinghe                                   | Leffinge                          |                            |                                                    |
| Lembecq-lez-Hal                             | Lembeek                           |                            |                                                    |
| Lennick                                     | Lennik                            |                            |                                                    |
| Lennick-Saint-Martin                        | Sint-Martens-Lennik               |                            |                                                    |
| Lennick-Saint-Quentin                       | Sint-Kwintens-Lennik              |                            |                                                    |
| Les Moëres                                  | De Moeren                         |                            |                                                    |
| Les Ovées                                   | Offelken                          |                            |                                                    |
| Lessines                                    | Lessen                            |                            |                                                    |
| Letterhautem                                | Letterhoutem                      |                            |                                                    |
| Leysele                                     | Leisele                           |                            |                                                    |
| Le Zoute                                    | Het Zoute                         |                            |                                                    |
| Lichtaert                                   | Lichtaart                         |                            |                                                    |
| Liège                                       | Luik                              | Lüttich                    | Luttick (désuet), Liège / it.: Liegi / esp.: Lieja |
| Lierde-Sainte-Marie                         | Sint-Maria-Lierde                 |                            |                                                    |
| Lierre                                      | Lier                              |                            |                                                    |
| Lille                                       | Rijsel (France)                   |                            |                                                    |
| Lille-Saint-Hubert                          | Sint-Huibrechts-Lille             |                            |                                                    |
| Lilloo                                      | Lillo                             |                            |                                                    |
| Limbourg                                    | Limburg                           |                            |                                                    |
| Lincent                                     | Lijsem                            |                            |                                                    |
| Linckhout                                   | Linkhout                          |                            |                                                    |
| Linsmeau                                    | Linsmeel                          |                            |                                                    |
| Linte                                       | Linter                            |                            |                                                    |
| Linth                                       | Lint                              |                            |                                                    |
| Lippeloo                                    | Lippelo                           |                            |                                                    |
| Lisseweghe                                  | Lissewege                         |                            |                                                    |
| Lixhe                                       | Lieze                             |                            |                                                    |
| Locre ou Locres                             | Lokeren                           |                            |                                                    |
| Locre                                       | Loker                             |                            |                                                    |
| Lombartzyde                                 | Lombardsijde                      |                            |                                                    |
| Lombeek-Notre-Dame                          | Onze-Lieve-Vrouw-Lombeek          |                            |                                                    |
| Lombeek-Sainte-Catherine                    | Sint-Katherina-Lombeek            |                            |                                                    |
| Londres                                     | Londen                            |                            | London / esp., it. Londra                          |
| Loo                                         | Lo                                |                            |                                                    |
| Loochristy                                  | Lochristi                         |                            |                                                    |
| Loothenhulle                                | Lotenhulle                        |                            |                                                    |
| Loovendegem                                 | Lovendegem                        |                            |                                                    |
| Looz                                        | Borgloon                          |                            |                                                    |
| Lophem                                      | Loppem                            |                            |                                                    |
| Loth                                        | Lot                               |                            |                                                    |
| Louvain                                     | Leuven                            | Löwen                      | Louvain / esp.: Lovaina                            |
| Louvain-la-Neuve                            | Nieuw-Leuven                      | Neu-Löwen                  |                                                    |
| Lovenjoul                                   | Lovenjoel                         |                            |                                                    |
| Lowaige                                     | Lauw                              |                            |                                                    |
| Loxbergen                                   | Loksbergen                        |                            |                                                    |
| Lubbeck                                     | Lubbeek                           |                            |                                                    |
| Luingne                                     | Lowingen                          |                            |                                                    |
| Machelen-lez-Vilvorde                       | Machelen                          |                            |                                                    |
| Maercke-Kerckem                             | Maarke-Kerkem                     |                            |                                                    |
| Maestricht ou Maëstricht (désuet)           | Maastricht                        |                            |                                                    |
| Maeter                                      | Mater                             |                            |                                                    |
| Maillard                                    | Meldert                           |                            |                                                    |
| Malines                                     | Mechelen                          | Mecheln                    | Mechlin                                            |
| Malines-sur-Meuse                           | Mechelen-aan-de-Maas              |                            | Mechlin on the Meuse (désuet)                      |
| Mall                                        | Mal                               |                            |                                                    |
| Malmédy                                     | Malmedy                           | Malmünd (désuet)           | Malmedy                                            |
| Marcke                                      | Marke                             |                            |                                                    |
| Marckeghem                                  | Markegem                          |                            |                                                    |
| Marcq                                       | Mark                              |                            | Mark                                               |
| Marlinne                                    | Mechelen-Bovelingen               |                            |                                                    |
| Maeseyck                                    | Maaseik                           |                            |                                                    |
| Matincourt                                  | Mettekoven                        |                            |                                                    |
| Maubertange                                 | Mopertingen                       |                            |                                                    |
| Maxenzeel ou Maxenzele                      | Mazenzele                         |                            |                                                    |
| Méaulne                                     | Melden                            |                            |                                                    |
| Meire                                       | Mere                              |                            |                                                    |
| Meirelbeke                                  | Merelbeke                         |                            |                                                    |
| Melcauwen                                   | Melkouwen                         |                            |                                                    |
| Melckweser                                  | Melkwezer                         |                            |                                                    |
| Mélin                                       | Malen                             |                            |                                                    |
| Melsbroeck                                  | Melsbroek                         |                            |                                                    |
| Menin                                       | Menen                             |                            |                                                    |
| Merckem                                     | Merkem                            |                            |                                                    |
| Merendré                                    | Merendree                         |                            |                                                    |
| Merxem                                      | Merksem                           |                            |                                                    |
| Merxplas                                    | Merksplas                         |                            |                                                    |
| Messancy                                    |                                   | Metzig                     |                                                    |
| Messines                                    | Mesen                             |                            |                                                    |
| Mettecoven                                  | Mettekoven                        |                            |                                                    |
| Meyerode                                    | Meyrode                           |                            |                                                    |
| Meygem                                      | Meigem                            |                            |                                                    |
| Meylegem                                    | Meilegem                          |                            |                                                    |
| Meysse                                      | Meise                             |                            |                                                    |
| Middelbourg                                 | Middelburg                        |                            |                                                    |
| Middelbourg                                 | Middelburg                        |                            |                                                    |
| Mieles-sur-Aelst                            | Mielen-boven-Aalst                |                            |                                                    |
| Milleghem                                   | Millegem                          |                            |                                                    |
| Moereghem                                   | Moregem                           |                            |                                                    |
| Moerseke                                    | Moerzeke                          |                            |                                                    |
| Molenbeek-Saint-Jean                        | Sint-Jans-Molenbeek               |                            |                                                    |
| Molhem                                      | Mollem                            |                            |                                                    |
| Moll                                        | Mol                               |                            |                                                    |
| Mons                                        | Bergen                            | Bergen                     |                                                    |
| Montaigu                                    | Scherpenheuvel                    |                            |                                                    |
| Mont-Aigu                                   | Scherpenberg                      |                            |                                                    |
| Montenacq ou Montigney                      | Montenaken                        |                            |                                                    |
| Montjoie                                    |                                   | Monschau (Allemagne)       |                                                    |
| Mont-César                                  | Keizersberg (Louvain)             |                            |                                                    |
| Mont-de-l'Enclus                            | Kluisberg                         |                            |                                                    |
| Mont Noir                                   | Zwarteberg (France)               |                            |                                                    |
| Mont-Saint-Amand                            | Sint-Amandsberg                   |                            |                                                    |
| Mont-Rouge                                  | Rodeberg                          |                            |                                                    |
| Morckhoven                                  | Morkhoven                         |                            |                                                    |
| Mouland                                     | Moelingen                         |                            |                                                    |
| Mouscron                                    | Moeskroen                         | Musskrunn                  |                                                    |
| Moscou (quartier de Gand)                   | Moscou                            |                            |                                                    |
| Moscou (Russie)                             | Moskou                            | Moskau                     | Moscow / ru. Москва (Moskva) / etc.                |
| Munckswalm                                  | Munkzwalm                         |                            |                                                    |
| Munster-Bilsen                              | Munsterbilzen                     |                            |                                                    |
| Muysen                                      | Muizen                            |                            |                                                    |
| Namur                                       | Namen                             |                            |                                                    |
| Néau (peu usité)                            |                                   | Eupen                      |                                                    |
| Nederheim                                   | Nerem                             |                            |                                                    |
| Nédrin                                      | Nerem                             |                            |                                                    |
| Neerheylissem                               | Neerheilissem                     |                            |                                                    |
| Neerysche                                   | Neerijse                          |                            |                                                    |
| Nervinde                                    | Neerwinden                        |                            |                                                    |
| Neuve-Église                                | Nieuwkerke                        |                            |                                                    |
| Neyghem                                     | Neigem                            |                            |                                                    |
| Niel-près-d'Asch                            | Niel-bij-As                       |                            |                                                    |
| Niel-Saint-Trond                            | Niel-bij-Sint-Truiden             |                            |                                                    |
| Nieucapelle                                 | Nieuwkapelle                      |                            |                                                    |
| Nieukerken-Waes                             | Nieuwkerken-Waas                  |                            |                                                    |
| Nieuport                                    | Nieuwpoort                        |                            | Newport                                            |
| Nieuport-Bains ou Nieuport-Plage            | Nieuwpoort-Bad                    |                            |                                                    |
| Nivelles                                    | Nijvel                            |                            |                                                    |
| Norderwyck                                  | Noorderwijk                       |                            |                                                    |
| Nortkerque                                  | Noordkerke                        |                            |                                                    |
| Nosseghem                                   | Nossegem                          |                            |                                                    |
| Notre-Dame-au-Bois                          | Jezus-Eik                         |                            |                                                    |
| Nylen                                       | Nijlen                            |                            |                                                    |
| Oirbeek                                     | Oorbeek                           |                            |                                                    |
| Oisquercq                                   | Oostkerk                          |                            |                                                    |
| Oleye                                       | Liek                              |                            |                                                    |
| Ollignies                                   | Woelingen                         |                            |                                                    |
| Dunkerque-Est,Ostdunkerque ou Ost-Dunkerque | Oostduinkerke                     | Ostdünkirchen              |                                                    |
| Onkerzeele                                  | Onkerzele                         |                            |                                                    |
| Oolen                                       | Olen                              |                            |                                                    |
| Oost-Cappel                                 | Oostkappel                        |                            |                                                    |
| Oost-Eecloo                                 | Oosteeklo                         |                            |                                                    |
| Ooteghem                                    | Otegem                            |                            |                                                    |
| Ophem                                       | Oppem                             |                            |                                                    |
| Opheylissem                                 | Opheilissem                       |                            |                                                    |
| Oppuers                                     | Oppuurs                           |                            |                                                    |
| Opwyck                                      | Opwijk                            |                            |                                                    |
| Ordange                                     | Ordingen                          |                            |                                                    |
| Oreye                                       | Oerle                             |                            |                                                    |
| Orp-Jauche                                  | Adorp-Geten                       |                            |                                                    |
| Ostcamp                                     | Oostkamp                          |                            |                                                    |
| Ostende                                     | Oostende                          |                            | Ostend                                             |
| Othée                                       | Elch                              |                            |                                                    |
| Ottembourg                                  | Ottenburg                         |                            |                                                    |
| Ottoncourt                                  | Attenhoven                        |                            |                                                    |
| Otrange                                     | Wouteringen                       |                            |                                                    |
| Ouckene                                     | Oekene                            |                            |                                                    |
| Oudecapelle                                 | Oudekapelle                       |                            |                                                    |
| Oultre                                      | Outer                             |                            |                                                    |
| Outchard                                    | Outgaarden                        |                            |                                                    |
| Overboulaere                                | Overboelare                       |                            |                                                    |
| Overmeire                                   | Overmere                          |                            |                                                    |
| Overyse ou Isque / Overyssche (ancien)      | Overijse                          |                            |                                                    |
| Oyghem                                      | Ooigem                            |                            |                                                    |
| Oycke                                       | Ooike                             |                            |                                                    |
| Pael                                        | Paal                              |                            |                                                    |
| Papignies                                   | Papegem                           |                            |                                                    |
| Paricke                                     | Parike                            |                            |                                                    |
| Passchendaele                               | Passendale                        |                            |                                                    |
| Pellaines                                   | Pellen                            |                            |                                                    |
| Pepinghen                                   | Pepingen                          |                            |                                                    |
| Perck                                       | Perk                              |                            |                                                    |
| Pervyse                                     | Pervijze                          |                            |                                                    |
| Perwez                                      | Perwijs                           |                            |                                                    |
| Peteghem                                    | Petegem                           |                            |                                                    |
| Petit-Brogel                                | Kleine-Brogel                     |                            |                                                    |
| Petit-Enghien                               | Lettelingen                       |                            |                                                    |
| Petite-Espinette                            | Kleine Hut                        |                            |                                                    |
| Petite-Jamine                               | Klein-Gelmen                      |                            |                                                    |
| Peuthy                                      | Peutie                            |                            |                                                    |
| Piétrain (Belgique)                         | Petrem                            |                            |                                                    |
| Pirange                                     | Piringen                          |                            |                                                    |
| Pitthem                                     | Pittem                            |                            |                                                    |
| Plombières                                  | Blieberg                          | Bleiberg                   |                                                    |
| Poederlé                                    | Poederlee                         |                            |                                                    |
| Poelcappelle                                | Poelkapelle                       |                            |                                                    |
| Pollinchove                                 | Pollinkhove                       |                            |                                                    |
| Pont-Brûlé                                  | Verbrandebrug                     |                            |                                                    |
| Poperinghe                                  | Poperinge                         |                            |                                                    |
| Poucques                                    | Poeke                             |                            |                                                    |
| Puers                                       | Puurs                             |                            |                                                    |
| Quaedmechelen                               | Kwaadmechelen                     |                            |                                                    |
| Quaremont                                   | Kwaremont                         |                            |                                                    |
| Quatrecht                                   | Kwatrecht                         |                            |                                                    |
| Racour                                      | Raatshoven                        |                            |                                                    |
| Raevels                                     | Revels                            |                            |                                                    |
| Ramscapelle                                 | Ramskapelle                       |                            |                                                    |
| Ramsdonck                                   | Ramsdonk                          |                            |                                                    |
| Rebecq                                      | Roosbeek                          |                            |                                                    |
| Reckem                                      | Rekkem                            |                            |                                                    |
| Reckheim-le-Dépôt                           | Rekem                             |                            |                                                    |
| Reeth                                       | Reet                              |                            |                                                    |
| Releghem                                    | Relegem                           |                            |                                                    |
| Rémersdael ou Rembiévaux                    | Remersdaal                        |                            |                                                    |
| Renaix                                      | Ronse                             |                            |                                                    |
| Reninghelst                                 | Reningelst                        |                            |                                                    |
| Rethy                                       | Retie                             |                            |                                                    |
| Rhode-Saint-Brice                           | Sint-Brixius-Rode                 |                            |                                                    |
| Rhode-Sainte-Agathe                         | Sint-Agatha-Rode                  |                            |                                                    |
| Rhode-Saint-Genèse                          | Sint-Genesius-Rode                |                            |                                                    |
| Rixingen                                    | Riksingen                         |                            |                                                    |
| Roclenge-Looz                               | Rukkelingen-Loon                  |                            |                                                    |
| Roclenge-sur-Geer                           | Rukkelingen-aan-de-Jeker          |                            |                                                    |
| Rode-le-Duc                                 | 's-Hertogenrade                   | Herzogenrath               |                                                    |
| Rolleghem                                   | Rollegem                          |                            |                                                    |
| Romercourt                                  | Romershoven                       |                            |                                                    |
| Rosoux-Crenwick                             | Roost-Krenwik                     |                            |                                                    |
| Rosières                                    | Rozieren (vieilli)                |                            |                                                    |
| Rothem                                      | Rotem                             |                            |                                                    |
| Rotselaer                                   | Rotselaar                         |                            |                                                    |
| Roubaix                                     | Robaais (vieilli)                 |                            |                                                    |
| Roulers                                     | Roeselare                         |                            |                                                    |
| Rousbrugge-Haeringhe                        | Roesbrugge-Haringe                |                            |                                                    |
| Rumpst                                      | Rumst                             |                            |                                                    |
| Runckelen                                   | Runkelen                          |                            |                                                    |
| Runxt                                       | Runkst                            |                            |                                                    |
| Russeignies                                 | Rozenaken                         |                            |                                                    |
| Russon                                      | Rutten                            |                            |                                                    |
| Ruyen                                       | Ruien                             |                            |                                                    |
| Ruysbroeck                                  | Ruisbroek                         |                            |                                                    |
| Ruysselede                                  | Ruiselede                         |                            |                                                    |
| Ryckel                                      | Rijkel                            |                            |                                                    |
| Ryckevorsel                                 | Rijkevorsel                       |                            |                                                    |
| Ryckhoven                                   | Rijkhoven                         |                            |                                                    |
| Rymenam                                     | Rijmenam                          |                            |                                                    |
| Sablon                                      | Zavel                             |                            |                                                    |
| Saffelaere                                  | Zaffelare                         |                            |                                                    |
| Saint-Amand                                 | Sint-Amands                       |                            |                                                    |
| Saint-André                                 | Sint-Andries                      |                            |                                                    |
| Saint-Antelinckx                            | Sint-Antelinks                    |                            |                                                    |
| Saint-Antoine                               | Sint-Antonius                     |                            |                                                    |
| Sainte-Croix                                | Sint-Kruis                        |                            |                                                    |
| Saint-Denis                                 | Sint-Denijs                       |                            |                                                    |
| Saint-Denis-Westrem                         | Sint-Denijs-Westrem               |                            |                                                    |
| Saint-Éloi                                  | Sint-Eloois                       |                            |                                                    |
| Saint-Genois,                               | Sint-Denijs                       |                            |                                                    |
| Saint-Georges-sur-Meuse                     | Sint-Joris                        |                            |                                                    |
| Saint-Géry                                  | Sint-Goriks                       |                            |                                                    |
| Saint-Gilles                                | Sint-Gillis                       |                            |                                                    |
| Saint-Gilles-lez-Termonde                   | Sint-Gillis-bij-Dendermonde       |                            |                                                    |
| Saint-Hubert                                | Sint-Hubertus                     |                            |                                                    |
| Saint-Idesbald                              | Sint-Idesbald                     |                            |                                                    |
| Saint-Jacques-Capelle                       | Sint-Jacobskapelle                |                            |                                                    |
| Saint-Jean-in-Eremo                         | Sint-Jan-in-Eremo                 |                            |                                                    |
| Saint-Jean-Geest                            | Sint-Jans-Geest                   |                            |                                                    |
| Saint-Josse-ten-Noode                       | Sint-Joost-ten-Node               |                            |                                                    |
| Saint-Julien                                | Sint-Juliaan                      |                            |                                                    |
| Saint-Laurent                               | Sint-Laureins                     |                            |                                                    |
| Saint-Léonard                               | Sint-Lenaarts                     |                            |                                                    |
| Saint-Michel                                | Sint-Michiels                     |                            |                                                    |
| Saint-Nicolas ou Saint-Nicolas-Waes         | Sint-Niklaas ou Sint-Niklaas-Waas | Sankt Nikolaus (peu usité) | St. Nicolas                                        |
| Sainte-Marguerite                           | Sint-Margriete                    |                            |                                                    |
| Saint-Paul                                  | Sint-Pauwels                      |                            |                                                    |
| Saint-Pierre                                | Sint-Pieters                      |                            |                                                    |
| Saint-Pierre-Capelle                        | Sint-Pieters-Kapelle              |                            |                                                    |
| Saint-Pierre-sur-la-Digue                   | Sint-Pieters-op-den-Dijk          |                            |                                                    |
| Saint-Remy-Geest                            | Sint-Remigius-Geest               |                            |                                                    |
| Saint-Riquiers                              | Sint-Rijkers                      |                            |                                                    |
| Saint-Trond                                 | Sint-Truiden                      |                            |                                                    |
| Sainte-Vérone                               | Sint-Vrone                        |                            |                                                    |
| Saint-Vith                                  | Sint-Vith (désuet)                | Sankt Vith                 |                                                    |
| Saintes                                     | Sint-Renelde                      |                            |                                                    |
| Santbergen                                  | Zandbergen                        |                            |                                                    |
| Santhoven                                   | Zandhoven                         |                            |                                                    |
| Santvliet                                   | Zandvliet                         |                            |                                                    |
| Sarlardinge                                 | Zarlardinge                       |                            |                                                    |
| Saventhem (désuet)                          | Zaventem                          |                            |                                                    |
| Schaerbeek                                  | Schaarbeek                        |                            |                                                    |
| Schepdael                                   | Schepdaal                         |                            |                                                    |
| Schoenberg                                  | Schönberg                         | Schönberg                  |                                                    |
| Schoore                                     | Schore                            |                            |                                                    |
| Schooten                                    | Schoten                           |                            |                                                    |
| Schuyfferscapelle                           | Schuiferskapelle                  |                            |                                                    |
| Seeverghem                                  | Zevergem                          |                            |                                                    |
| Segelsem                                    | Zegelsem                          |                            |                                                    |
| Selzaete                                    | Zelzate                           |                            |                                                    |
| Sempst                                      | Zemst                             |                            |                                                    |
| Seveneeken                                  | Zeveneken                         |                            |                                                    |
| Sichem                                      | Zichem                            |                            |                                                    |
| Sichen-Sussen-Bolré                         | Zichen-Zussen-Bolder              |                            |                                                    |
| Silly                                       | Opzullik                          |                            |                                                    |
| Sinay                                       | Sinaai                            |                            |                                                    |
| Sleydinghe                                  | Sleidinge                         |                            |                                                    |
| Sluse                                       | Sluizen                           |                            |                                                    |
| Slype                                       | Slijpe                            |                            |                                                    |
| Smeyers-Marcq                               | 's-Meiersmark                     |                            |                                                    |
| Snaeskerke                                  | Snaaskerke                        |                            |                                                    |
| Snelleghem                                  | Snellegem                         |                            |                                                    |
| Soignies                                    | Zinnik                            | Söglingen                  |                                                    |
| Sombeke                                     | Zombeke                           |                            |                                                    |
| Somerghem                                   | Zomergem                          |                            |                                                    |
| Sotteghem ou Sottegem                       | Zottegem                          |                            |                                                    |
| Stabroeck                                   | Stabroek                          |                            |                                                    |
| Steene                                      | Stene                             |                            |                                                    |
| Steenhuyse-Wynhuyse                         | Steenhuize-Wijnhuize              |                            |                                                    |
| Steenockerzeel                              | Steenokkerzeel                    |                            |                                                    |
| Steenkerque                                 | Steenkerke                        |                            |                                                    |
| Stockheim                                   | Stokkem                           |                            |                                                    |
| Stockroye                                   | Stokrooie                         |                            |                                                    |
| Strypen                                     | Strijpen                          |                            |                                                    |
| Strythem                                    | Strijtem                          |                            |                                                    |
| Stuyvekenskerke                             | Stuivekenskerke                   |                            |                                                    |
| Sulsique                                    | Zulzeke                           |                            |                                                    |
| Strythem                                    | Strijtem                          |                            |                                                    |
| Suerbempde                                  | Zuurbemde                         |                            |                                                    |
| Sutendael                                   | Zutendaal                         |                            |                                                    |
| Syngem                                      | Zingem                            |                            |                                                    |
| Sysseele                                    | Sijsele                           |                            |                                                    |
| Sweveghem                                   | Zwevegem                          |                            |                                                    |
| Swevezeele ou Swevesele                     | Zwevezele                         |                            |                                                    |
| Swynaerde                                   | Zwijnaarde                        |                            |                                                    |
| Tamise                                      | Temse                             |                            |                                                    |
| Terdonck                                    | Terdonk                           |                            |                                                    |
| Termonde                                    | Dendermonde                       | Dendermünde                |                                                    |
| Ternath                                     | Ternat                            |                            |                                                    |
| Tervueren                                   | Tervuren                          |                            |                                                    |
| Tessenderloo                                | Tessenderlo                       |                            |                                                    |
| Thildonck                                   | Tildonk                           |                            |                                                    |
| Thielrode                                   | Tielrode                          |                            |                                                    |
| Thielt                                      | Tielt                             |                            |                                                    |
| Thielt-Notre-Dame                           | Onze-Lieve-Vrouw-Tielt            |                            |                                                    |
| Thisselt                                    | Tisselt                           |                            |                                                    |
| Thollembeek                                 | Tollembeek                        |                            |                                                    |
| Thourout                                    | Torhout                           |                            |                                                    |
| Tieghem                                     | Tiegem                            |                            |                                                    |
| Tirlemont                                   | Tienen                            |                            |                                                    |
| Tongerloo                                   | Tongerlo                          |                            |                                                    |
| Tongres                                     | Tongeren                          | Tongern                    | / lat. Aduatuca Tungrorum                          |
| Tourcoing                                   | Toerkonje (régional)              |                            |                                                    |
| Tourinnes-la-Grosse                         | Deurne                            |                            |                                                    |
| Tournai                                     | Doornik                           | Dornick (inusité)          | Tournay (inusité)                                  |
| Tourneppe                                   | Dworp                             |                            |                                                    |
| Trognée                                     | Truielingen                       |                            |                                                    |
| Troisvierges                                |                                   | Ulflingen                  |                                                    |
| Tronchiennes                                | Drongen                           |                            |                                                    |
| Tubize                                      | Tubeke                            |                            |                                                    |
| Uccle                                       | Ukkel                             |                            |                                                    |
| Uytbergen                                   | Uitbergen                         |                            |                                                    |
| Uytkerke                                    | Uitkerke                          |                            |                                                    |
| Vaelbeek                                    | Vaalbeek                          |                            |                                                    |
| Vaerendonck                                 | Varendonk                         |                            |                                                    |
| Varssenaere                                 | Varsenare                         |                            |                                                    |
| Velsique-Ruddershoven                       | Velzeke-Ruddershove               |                            |                                                    |
| Velthem                                     | Veltem                            |                            |                                                    |
| Vertryck                                    | Vertrijk                          |                            |                                                    |
| Vesdrin                                     | Wezeren                           |                            |                                                    |
| Viaene                                      | Viane                             |                            |                                                    |
| Vieux-Dieu                                  | Oude-God                          |                            |                                                    |
| Vieux-Heverlee ou Vieux-Heverlé (désuet)    | Oud-Heverlee                      |                            |                                                    |
| Vierweghe                                   | Vierwege                          |                            |                                                    |
| Vieux-Lillo                                 | Oud-Lillo                         |                            |                                                    |
| Vieux-Turnhout                              | Oud-Turnhout                      |                            |                                                    |
| Vilvorde                                    | Vilvoorde                         |                            | Filford (historique)                               |
| Vinckem                                     | Vinkem                            |                            |                                                    |
| Vinderhaute                                 | Vinderhoute                       |                            |                                                    |
| Visé                                        | Wezet                             | Weset                      |                                                    |
| Vissenaeken-Saint-Martin                    | Sint-Martens-Vissenaken           |                            |                                                    |
| Vive-Saint-Bavon                            | Sint-Baafs-Vijve                  |                            |                                                    |
| Vive-Saint-Eloi                             | Sint-Eloois-Vijve                 |                            |                                                    |
| Vivier-d'Oie                                | Diesdelle                         |                            |                                                    |
| Vladsloo ou Vlaedsloo                       | Vladslo                           |                            |                                                    |
| Vlamertinghe                                | Vlamertinge                       |                            |                                                    |
| Vleckem                                     | Vlekkem                           |                            |                                                    |
| Vlesenbeek                                  | Vlezenbeek                        |                            |                                                    |
| Vlytingen                                   | Vlijtingen                        |                            |                                                    |
| Voormezeele                                 | Voormezele                        |                            |                                                    |
| Vorselaer ou Vorsselaer                     | Vorselaar                         |                            |                                                    |
| Vracene                                     | Vrasene                           |                            |                                                    |
| Vreeren-Neerem                              | Vreren-Nerem                      |                            |                                                    |
| Vynckt                                      | Vinkt                             |                            |                                                    |
| Wacken                                      | Wakken                            |                            |                                                    |
| Waelhem                                     | Walem                             |                            |                                                    |
| Waenrode                                    | Waanrode                          |                            |                                                    |
| Waerbeke                                    | Waarbeke                          |                            |                                                    |
| Waereghem                                   | Waregem                           |                            |                                                    |
| Waerloos                                    | Waarloos                          |                            |                                                    |
| Waermaerde                                  | Waarmaarde                        |                            |                                                    |
| Waerschot                                   | Waarschoot                        |                            |                                                    |
| Waesmunster                                 | Waasmunster                       |                            |                                                    |
| Waimes                                      |                                   | Weismes                    |                                                    |
| Wamont                                      | Waasmont                          |                            |                                                    |
| Waremme                                     | Borgworm                          |                            |                                                    |
| Warneton                                    | Waasten                           |                            |                                                    |
| Warsage                                     | Weerst                            |                            |                                                    |
| Watermael-Boitsfort                         | Watermaal-Bosvoorde               |                            |                                                    |
| Wauthier-Braine                             | Woutersbrakel                     |                            |                                                    |
| Wavre                                       | Waver                             | Wavre                      |                                                    |
| Wavre-Notre-Dame                            | Onze-Lieve-Vrouw-Waver            |                            |                                                    |
| Wavre-Sainte-Catherine                      | Sint-Katelijne-Waver              |                            | St. Catherine-Wavre (désuet)                       |
| Webbecom                                    | Webbekom                          |                            |                                                    |
| Weert-Saint-Georges                         | Sint-Joris-Weert                  |                            |                                                    |
| Wercken                                     | Werken                            |                            |                                                    |
| Wervicq                                     | Wervik                            |                            |                                                    |
| Wesemael                                    | Wezemaal                          |                            |                                                    |
| Wesembeck                                   | Wezembeek                         |                            |                                                    |
| Wesembeek-Ophem                             | Wezembeek-Oppem                   |                            |                                                    |
| Wespelaer                                   | Wespelaar                         |                            |                                                    |
| Westcapelle                                 | Westkapelle                       |                            |                                                    |
| Westerloo                                   | Westerlo                          |                            |                                                    |
| Westoutre                                   | Westouter                         |                            |                                                    |
| Westroosebeke                               | Westrozebeke                      |                            |                                                    |
| Wevelghem                                   | Wevelgem                          |                            |                                                    |
| Weyer                                       | Wijer                             |                            |                                                    |
| Wezeren                                     | Waals-Wezeren                     |                            |                                                    |
| Widoye                                      | Widooie                           |                            |                                                    |
| Wihogne                                     | Nudorp                            |                            |                                                    |
| Willebroeck                                 | Willebroek                        |                            |                                                    |
| Wilryck                                     | Wilrijk                           |                            |                                                    |
| Winghe-Saint-Georges                        | Sint-Joris-Winge                  |                            |                                                    |
| Winckel-Sainte-Croix                        | Sint-Kruis-Winkel                 |                            |                                                    |
| Winkel-Saint-Éloi                           | Sint-Eloois-Winkel                |                            |                                                    |
| Winxele                                     | Winksele                          |                            |                                                    |
| Woluwé-Saint-Étienne                        | Sint-Stevens-Woluwe               |                            |                                                    |
| Woluwé-Saint-Lambert                        | Sint-Lambrechts-Woluwe            |                            |                                                    |
| Woluwé-Saint-Pierre                         | Sint-Pieters-Woluwe               |                            |                                                    |
| Wolverthem                                  | Wolvertem                         |                            |                                                    |
| Wommelghem                                  | Wommelgem                         |                            |                                                    |
| Wulverghem                                  | Wulvergem                         |                            |                                                    |
| Wuust-Meerbeek                              | Westmeerbeek                      |                            |                                                    |
| Wygmael                                     | Wijgmaal                          |                            |                                                    |
| Wyneghem                                    | Wijnegem                          |                            |                                                    |
| Wynghene                                    | Wingene                           |                            |                                                    |
| Wytschaete                                  | Wijtschate                        |                            |                                                    |
| Ypres                                       | Ieper                             | Ypern                      | Ypres                                              |
| Zeebruges ou Bruges-sur-Mer                 | Zeebrugge                         | Seebrügge                  |                                                    |
| Zedelghem                                   | Zedelgem                          |                            |                                                    |
| Zeelhem                                     | Zelem                             |                            |                                                    |
| Zellick                                     | Zellik                            |                            |                                                    |
| Zerkeghem                                   | Zerkegem                          |                            |                                                    |
| Zétrud-Lumay                                | Zittert-Lummen                    |                            |                                                    |
| Zoutenaey                                   | Zoutenaaie                        |                            |                                                    |
| Zutkerque                                   | Zuidkerke                         |                            |                                                    |
| Zuyenkerque                                 | Zuienkerke                        |                            |                                                    |
| Zuytschoote                                 | Zuidschote                        |                            |                                                    |
| Zwyndrecht                                  | Zwijndrecht                       |                            |                                                    |